# Banka bäver
Banka bäver är ett kortspel, som kan betraktas som en vidareutveckling av barnkortspelet Beggar my neighbour med inslag från två andra engelska kortspel för barn, Slapjack och Snap. 
Hela kortleken fördelas så att alla spelare får varsin hög med lika många kort. Överskjutande kort läggs i en hög i mitten. Spelarnas kort ska ligga med baksidan uppåt, och spelarna turas om att vända upp det översta kortet i sina respektive högar och lägga det på mitthögen. Så snart det uppvända kortet är ett bildkort eller ett ess, ska nästa spelare i tur lägga upp 1 kort (för knekt), 2 kort (för dam), 3 kort (för kung) eller 4 kort (för ess). Om samtliga på det sättet upplagda kort är nummerkort, tillfaller alla korten i mitthögen den spelare som lagt ut esset eller bildkortet. Skulle under upplägget ett ess eller bildkort dyka upp, går turen vidare till efterföljande spelare, som nu blir den som ska fortsätta lägga upp kort. 
En spelare kan också vinna korten i mitthögen genom att vara den som först slår med handen på högen vid vissa spelsituationer, till exempel när två kort med samma valör lagts efter varandra eller när det sist utlagda kortet har samma valör som det understa kortet i högen. 
Vinnare är den spelare som till sist sitter med alla korten.
När den svenska skidåkaren Stina Nilsson hade slagit världsrekordet på 100 meter tre gånger under samma tävling 2012, avslöjade hon att hon tränade snabbhet genom att spela banka bäver.